# El Mahdi Kharmaj
El Mahdi Kharmaj est un ancien défenseur marocain né le 3 juillet 1983 à Casablanca.

## Biographie
- Kharmaj a déjà joué pour le TAS de Casablanca, c'est son club formateur.
- En 2006-2007, il a quitté le Rachad Bernoussi pour rejoindre les rangs du Kawkab de Marrakech. Dans ce club, on le surnommait Alessandro Nesta.
- En 2007-2008, il signe un contrat de trois ans avec les FAR de Rabat (quatrième club de sa carrière). Montant du transfert : 500.000 DH + le joueur Mounir Benkassou.

## Carrière
- 2005 - 2006 : Rachad Bernoussi  Maroc
- 2006 - 2007 : Kawkab de Marrakech  Maroc
- 2008 - 2009 : FAR de Rabat  Maroc
- Depuis 2009 : Olympique de Safi